# Daniela Cajías
Daniela Cajías (La Paz, septiembre de 1981) es una directora de fotografía boliviana. En 2021 se convirtió en la primera mujer en los 35 años de historia de los Premios Goya en ganar el premio a mejor dirección de fotografía, por su trabajo en la película Las niñas de Pilar Palomero. En 2017 fue la primera directora de fotografía boliviana en ganar un premio a nivel internacional.

## Biografía
Nació y creció en La Paz. Su padre Francisco Cajías, era un escritor y cineasta, apasionado de la fotografía y tenía un taller de revelado en casa. Su madre María Eugenia Muñoz, era amante de la música y el sonido. Ambos trabajaban en el mundo audiovisual y el transmitieron su amor por este mundo.
Inició sus estudios de fotografía en Buenos Aires, Argentina, de regreso a Bolivia pasó por la Escuela de Cine y Artes Audiovisuales (ECA), se graduó en el año 2008 de la Escuela Internacional de Cine y Televisión de San Antonio de los Baños, Cuba, en la especialidad de Dirección de Fotografía. Fue allí donde conoció a Fabio Meira con quien empezó a rodar en 2015 Las dos Irenes (2017).
Al regresar a Bolivia tras finalizar sus estudios empezó a trabajar con varios realizadores emergentes como Germán Monje en Hospital Obrero estrenada en 2009 en la que asumió la fotografía,  Sergio Bastani en Amarillo, Martin Boulocq en Los Viejos y con Manino Villegas en su cortometraje Esperanza.
Pronto se incorporó a proyectos internaciones como También la lluvia de Iciar Bollaín, Blackthorn de Mateo Gil y Our Brand is Crisis de David Gordon Green.
Desde entonces ha rodado en Bolivia, Cuba, Colombia, Brasil, México y España.
En 2012 se estrenó a nivel internacional con el documental colombiano La Eterna Noche de la Doce Lunas de Priscila Padilla.
Su trabajo tiene las referencias de Lucrecia Martel, Néstor Armenteros, Andréi Tarkovski, Sven Nykvist e Ingmar Bergman.
También es docente en España, dando clases de Dirección de Fotografía en el Instituto del Cine Madrid y en el Centro Universitario de Artes TAI de Madrid.

## Filmografía

### Directora de fotografía
- Hospital Obrero (2009) dirigida por Germán Monje, Bolivia
- Hoje tem alegria (2011) dirigida por Fabio Meira, Brasil
- La eterna noche de las doce lunas (2013), dirigida por Priscila Padilla, Colombia
- Los viejos (2015) dirigida por Martin Boulocq Bolivia
- As Duas Irenes (Las dos Irenes, 2017) dirigida por Fabio Meira, Brasil
- Mi hermano (2018) dirigida por Alana Simoes. España, México
- Las niñas (2020), premio Goya a mejor dirección de fotografía.
- Alcarràs (2022), premio Oso de Oro a mejor película en la Berlinale.

### Directora
- Tree like woman, Portugal[6]

## Premios y reconocimientos
Premios Goya
| Año  | Categoría        | Producción | Resultado |
| ---- | ---------------- | ---------- | --------- |
| 2020 | Mejor fotografía | Las niñas  | Ganadora  |

Medallas del Círculo de Escritores Cinematográficos
| Año  | Categoría        | Producción    | Resultado |
| ---- | ---------------- | ------------- | --------- |
| 2024 | Mejor fotografía | Los destellos | Nominada  |

- Premio a la mejor fotografía en el Festival Internacional de Cine de Costa Rica por La eterna noche de las doce lunas (2013)
- Premio a la mejor fotografía en el Festival Internacional de Guadalajara, México por Las dos Irenes (2017)[3]
- Seleccionada para representar a España en Berlinale Talents[8]